# Irio De Paula

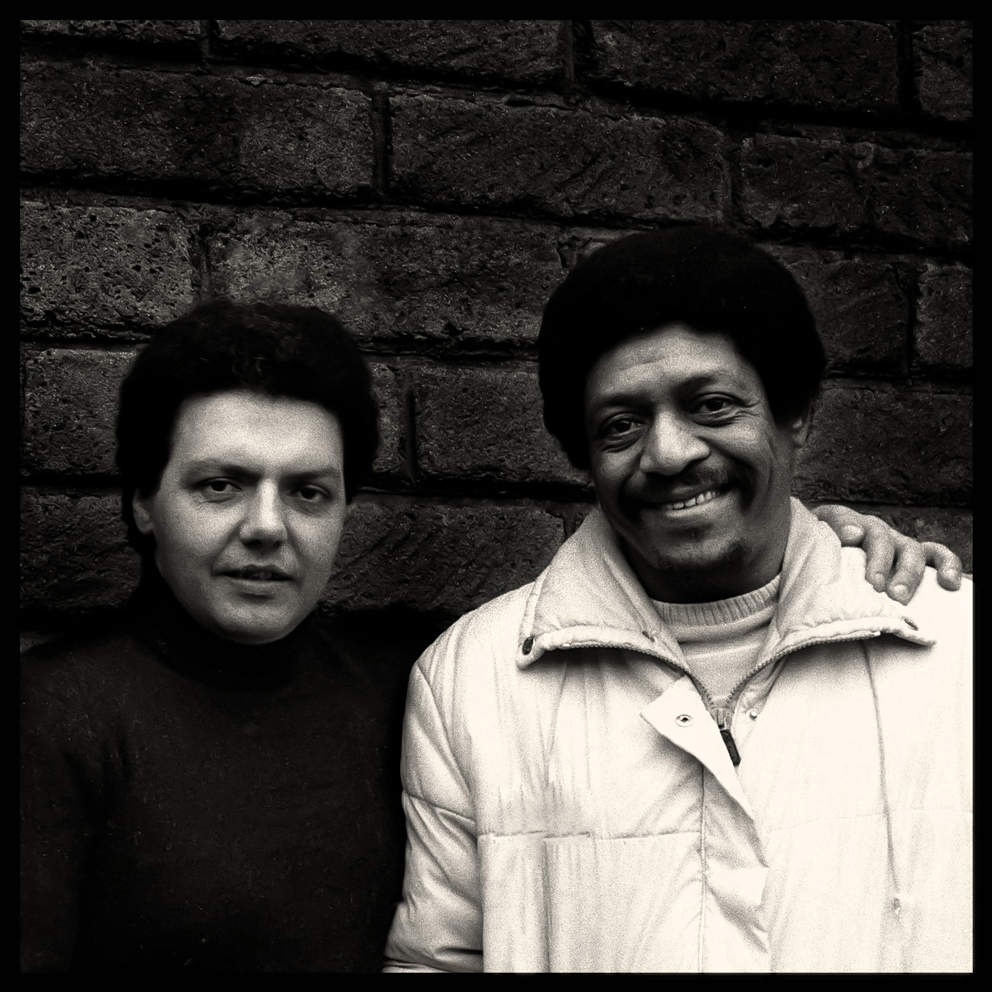
Irio De Paula (rechts) mit Mario Fasciano

Irio Nepomuceno De Paula (* 10. Mai 1939 in Rio de Janeiro; † 23. Mai 2017 in Rom) war ein brasilianischer Jazzgitarrist und Komponist, der vor allem im Bereich der Bossa Nova und Samba hervorgetreten ist.

## Leben und Wirken
De Paula, der als Gitarrist Autodidakt war, gehörte zunächst der Grupo Brasil 40 Graos an und war 1966 an deren Album beteiligt. Seit 1970 lebte er in Italien. Er begleitete zunächst die Sängerin Elza Soares sowie Chico Buarque auf seinem Album Per un pugno di samba. Zum Soundtrack des Spielfilms L’ultima neve di primavera (1973) hat er mit seinem Song Criança beigetragen, der in Italien ein Hiterfolg wurde. Er leitete eigene Gruppen, trat aber häufig auch als Solist auf sowie im Duo Irio e Gio mit der italienischen Gitarristin und Sängerin Giovanna Marinuzzi. Er ist auch auf Alben von Romano Mussolini, Lee Konitz und Renato Sellani zu hören und hat mit Gato Barbieri, Chet Baker, Tal Farlow und Archie Shepp gearbeitet.

## Diskographische Hinweise
- Jazz a confronto 1 (Horo 1972, mit Giorgio Rosciglione, Afonso Vieira, Mandrake)
- Jazz-Samba ao vivo (Nel Jazz 1996, solo)
- De Paula encontra D’Andrea Con Alma (Philology 2002)
- Four for Jazz (Philology 2005, mit Fabrizio Bosso, Massimo Moriconi, Massimo Manzi)
- Gianni Basso & Irio De Paula Recado Bossa Nova (DejaVue 2009)